# San Rafael (Chalatenango)
San Rafael è un comune del dipartimento di Chalatenango, in El Salvador.